# 디 에이지

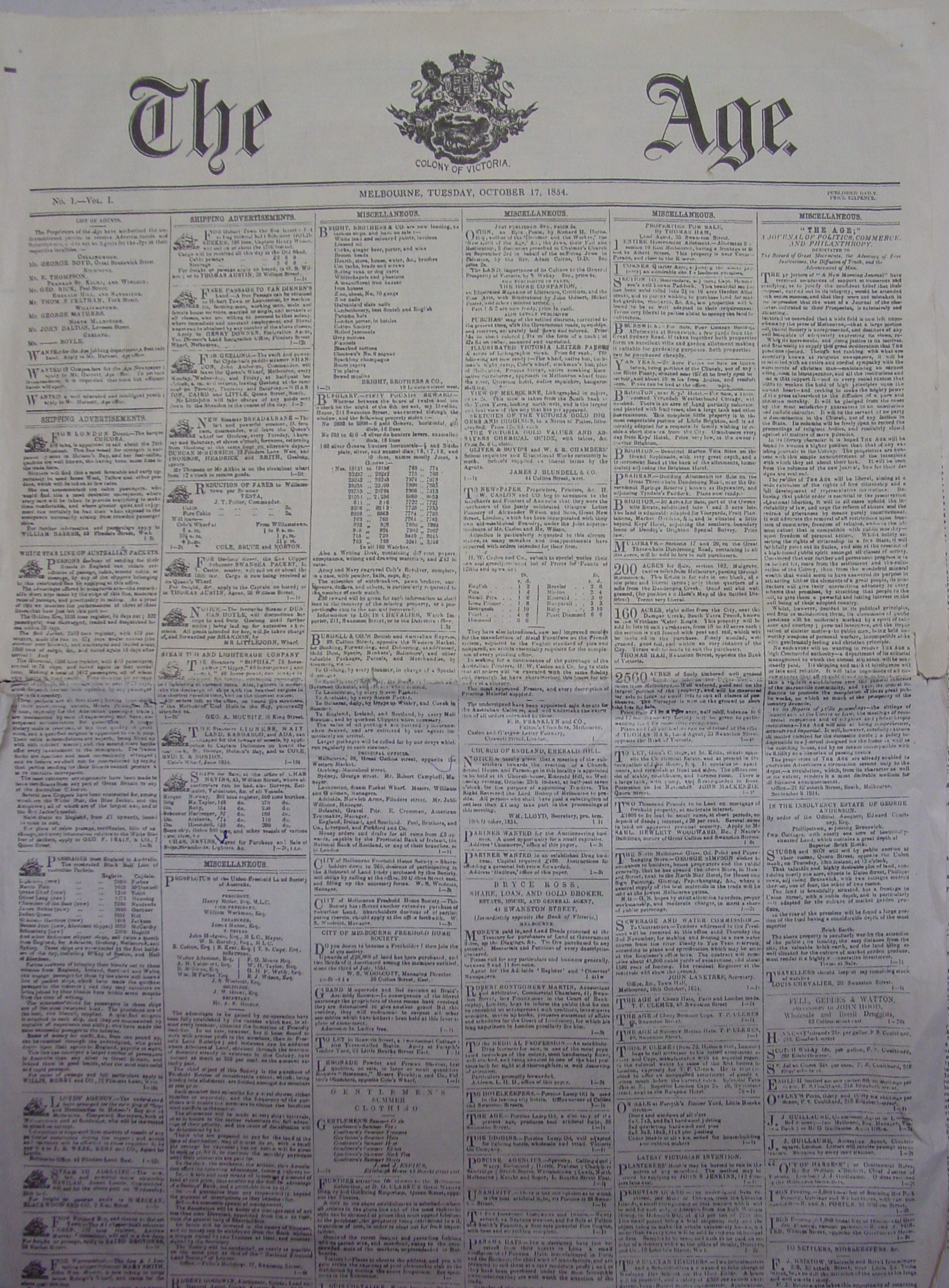
멜버른 박물관에 소장된 더 에이지 초판

더 에이지(The Age)는 페어 팩스 미디어가 오스트레일리아 멜버른에서 발행하고 있는 자유주의를 표방하는 일간 신문이다. 빅토리아주, 사우스오스트레일리아주, 태즈메이니아주에서 많이 구독되고 있다. 시드니에서 발행되고 있는 시드니 모닝 헤럴드나 오스트레일리안 파이낸셜 리뷰와 해외 특파원이나 기고자를 공유하고 있다.
덧붙여, 멜버른에서 발행 부수가 최대의 일간 신문은 뉴스 코퍼레이션 산하의 타블로이드지인 헤럴드 선이다.